# Lo sconosciuto del terzo piano
Lo sconosciuto del terzo piano (Stranger on the Third Floor) è un film del 1940 diretto da Boris Ingster, qui al suo esordio come regista. Fonti moderne accreditano Nathanael West come sceneggiatore della versione finale del film.

## Trama
La testimonianza di Michael Ward, un reporter che lo ha visto fuggire dalla scena di un omicidio, inchioda Joe Briggs, che viene condannato alla sedia elettrica. La fidanzata di Mike, però, non è convinta della colpevolezza dello sfortunato Briggs, e se la prende con il fidanzato. A casa, Mike rimugina su quello che è successo. Mentre è perso nella ricostruzione degli eventi che hanno portato all'arresto di Briggs, si accorge che Meng, il suo vicino, ha smesso improvvisamente di russare. Il fatto lo porta a fantasticare e a immaginare che l'uomo sia stato ucciso da un tipo misterioso da lui intravisto poco prima nel corridoio. Le sue fantasticherie continuano anche quando cade addormentato, trasformandosi in un pauroso incubo. Quando si sveglia, Mike scopre che Meng è morto sul serio. Jane lo convince a chiamare la polizia ma gli agenti questa volta sospettano che possa essere lui l'autore non solo di questo omicidio ma anche di quello per cui è stato condannato Briggs. Dopo il suo arresto, Jane si rende conto che l'unico modo per salvare il fidanzato sia quello di trovare il vero assassino. Scopre che il misterioso individuo che si aggirava in casa di Meng è scappato da un manicomio. L'uomo, che si è accorto di essere seguito dalla ragazza, sta per aggredirla in strada, ma finisce sotto un camion. Prima di morire, confessa i due omicidi, scagionando sia Briggs che Mike.

## Produzione
Le riprese del film, prodotto dalla RKO Radio Pictures, furono completate il 3 luglio 1940.

## Distribuzione
Il copyright del film, richiesto dalla RKO Radio Pictures, Inc., fu registrato il 16 agosto 1940 con il numero LP9935.
Distribuito dalla RKO Radio Pictures, il film uscì nelle sale cinematografiche USA il 16 agosto 1940; venne presentato a New York il 1º settembre 1940. Nello stesso anno, il 9 novembre, il film uscì anche in Messico con il titolo El misterio del tercer piso. L'anno seguente, fu distribuito in Svezia (16 agosto) e in Portogallo (20 ottobre). Il 1º aprile 1945 uscì in Finlandia e, il 28 marzo 1949, in Italia.